# Алауда-гассе (станція метро)
48°09′13″ пн. ш. 16°22′57″ сх. д. / 48.1537° пн. ш. 16.3824° сх. д.
«Алауда-гассе» (нім. Alaudagasse, в перекладі — «вулиця Алауди») — станція Віденського метрополітену, розміщена на лінії U1 між станціями «Нойлаа» та «Альтес-Ландгут». Відкрита 2 вересня 2017 року в складі дільниці «Ройманн-плац» — «Оберлаа». Названа за вулицею, біля якої розташована, яка названа на честь римського легіону Alaudae.
Розташована в 10-му районі Відня (Фаворитен) на вулиці Фаворитен-штрасе, неподалік від перетину з Алауда-гассе. Має виходи до Запфо-гассе та Алауда-гассе (північний) і до Фаворитен-штрасе (південний).